# Побєда (Комишловський район)
Побє́да (рос. Победа) — селище у складі Комишловського району Свердловської області. Входить до складу Восточного сільського поселення.
Населення — 4 особи (2010, 15 у 2002).
Національний склад станом на 2002 рік: росіяни — 93 %.